# CFG Bank
Die CFG Bank S.A. ist eine marokkanische Bank mit Sitz in Casablanca. Sie ist in drei Geschäftsbereichen organisiert:
- Privatkundengeschäft

- Investment Banking

- Vermögensverwaltung

Sie war die erste Investmentbank Marokkos, wurde jedoch 2015 zu einer Universalbank, die Dienstleistungen für die breite Öffentlichkeit anbietet. Ende 2022 verwaltete die Gruppe 10,432 Mrd. Dirham an Einlagen.
Die Aktien sind an der Bourse de Casablanca notiert und sowohl Teil des Moroccan All Shares Index (MASI) als auch des MASI 20, dem Index der 20 meistgehandelten Unternehmen.

## Geschichte
1992 gründeten Adil Douiri und Amyn Alami nach ihrer Rückkehr nach Marokko gemeinsam die erste Investmentbank Marokkos, die ursprünglich Casablanca Finance Group hieß.
Sie wurden von Abdelaziz El Alami (Vorsitzender der Banque commerciale du Maroc, heute: Attijariwafa Bank) und Othman Benjelloun (Vorsitzender der BMCE Bank) unterstützt.
1998 erwarb sie die Lizenz einer auf Marktaktivitäten spezialisierten Bank.
2001 begann die CFG Group unter der Marke Dar Tawfir mit dem Vertrieb von Sparprodukten an Privatpersonen und startete 2005 die erste Online-Börsenhandelsseite in Marokko, Afrika und dem Nahen Osten.
Im November 2015 wurde die CFG Group zur CFG Bank.
Im Oktober 2023 strebte die CFG Bank eine Notierung an der Börse von Casablanca an, die Im Wege einer Kapitalerhöhung in Höhe von voraussichtlich 600 Mio. Dirham, etwa 55 Millionen Euro, durchgeführt werden sollte.
Am 18. Dezember 2024 wurde der Börsengang abgeschlossen.